# Municipio de Ónavas
Municipio de Ónavas es un municipio del estado mexicano de Sonora en el noroeste de México. 

## Área y población
El territorio municipal es de 529,48 km 2 con una población de 365 censados en el año 2020. INEGI La mayor parte de esta población vive en la cabecera municipal del mismo nombre. Se encuentra a una altitud de 180 metros. La población municipal ha ido disminuyendo desde 1980 cuando era de 586.

## Colindancias
Los municipios que colindan con Ónavas son Soyopa al norte, Yécora al este, Suaqui Grande al suroeste y San Javier al oeste. Onavas es atravesada por el Río Yaqui, que nace en Chihuahua y desemboca en el Océano Pacífico.